# Едді Пачеко
Едуардо Алвір Пачеко (англ. Eduardo Alvir Pacheco), відоміший під коротшим ім'ям Едді Пачеко (англ. Eddie Pacheco, нар. 4 січня 1936, Маніла — пом. 9 грудня 2009, Кесон-Сіті) — філіппінський спортсмен, який грав у збірних Філіппін з футболу та баскетболу.

## Роки навчання
Едді Пачеко навчався в початковій (1946—1950) і середній школі (1950—1954) при коледжі Сан-Беда. Він отримав ступінь бакалавра архітектури в університеті Санто-Томас, де навчався з 1954 до 1958 року.

## Футбольна кар'єра
Едді Пачеко потрапив до національної футбольної збірної Філіппін, коли він був студентом коледжу Сан-Беда. Він був у складі національної збірної, яка брала участь в Азійських іграх 1954 року. Він забив гол проти збірної Південного В'єтнаму в матчі, який завершився поразкою філіппінської збірної з рахунком 2–3. Філіппінська асоціація спортивних журналістів назвала його найкращим футболістом країни в 1954 році. Пачеко вирішив перейти в баскетбол через фінансові причини, хоча пізніше брав участь у футбольних турнірах Азійських ігор у 1958 і 1962 роках.

## Баскетбольна кар'єра
Едді Пачеко грав у складі збірної Філіппін з баскетболу. Він був у складі команди, яка брала участь у літніх Олімпійських ігор 1960 року в Римі. (У деяких посиланнях він значився як «Едгардо Пачеко», що було друкарською помилкою, з якою йшло багато повідомлень).
Пачеко також грав у складі команди, яка виграла золото на Азійських іграх 1962 року. Філіппінська асоціація спортивних журналістів у 1962 році назвала Пачеко найвидатнішим баскетболістом країни. На клубному рівні він грав за «Севен-Ап», «Ісмаель Стіл Адміралс», «ІКО Пейнтерс» і «У/текс Вівер». У 1973 році Пачеко завершив кар'єру баскетболіста.

## Інші види спорту
Едді Пачеко також грав у боулінг (був членом клубу «Tenpin Bowlers Association of Makati»), займався плаванням, волейболом і легкою атлетикою.

## Після завершення спортивної кар'єри
Після завершення спортивної кар'єри Едді Пачеко став регіональним менеджером «Julius Rothschild Ltd». Він часто їздив за кордон, і продовжував грати в баскетбол для відпочинку. Він також обіймав посаду старшого адміністративного співробітника спортивної комісії Філіппін під керівництвом виконавчого директора доктора Лукресіо Кало.

## Смерть
Едді Пачеко помер уві сні 9 грудня 2009 року внаслідок зупинки серця в Кесон-Сіті, в квартирі, яку він знімав. На момент смерті йому було 73 роки.

## Особисте життя
Едді Пачеко мав 4 дітей від різних шлюбів: Едуардо-молодший, Кетрін, Елізабет і Джозеф. Він одружився з Марією Лурдес Маркетою 17 жовтня 1972 року. Пачеко працював до самої смерті консультантом у Філіппінській спортивній комісії.